# Bonnay (Somme)
Bonnay ist eine nordfranzösische Gemeinde mit 248 Einwohnern (Stand 1. Januar 2022) im Département Somme in der Region Hauts-de-France. Die Gemeinde liegt im Kanton Corbie und ist Teil der Communauté de communes du Val de Somme.

## Geographie
Die von der Départementsstraße D23 von Corbie nach Doullens durchzogene Gemeinde liegt im moorigen Tal am rechten Ufer der Ancre sowie ihres östlichen, künstlich angelegten Seitenarms La Boulangerie und erstreckt sich bis zur Départementsstraße D929 von Amiens nach Bapaume.

## Geschichte
Der Ort stand unter der Herrschaft von Corbie, das bis 1886 die Moorflächen im Tal besaß.

## Einwohner
| 1962 | 1968 | 1975 | 1982 | 1990 | 1999 | 2006 | 2010 |
| ---- | ---- | ---- | ---- | ---- | ---- | ---- | ---- |
| 242  | 222  | 206  | 202  | 215  | 251  | 265  | 250  |

## Verwaltung
Bürgermeister (maire) ist seit 2008 Denis Demarcy.

## Sehenswürdigkeiten
- Kirche Saint-Vaast aus dem 19. Jahrhundert.
- Die auf den Resten der alten Kirche im Jahr 1868 errichtete Schule.